# Strelitzer Straße 28a (Neustrelitz)

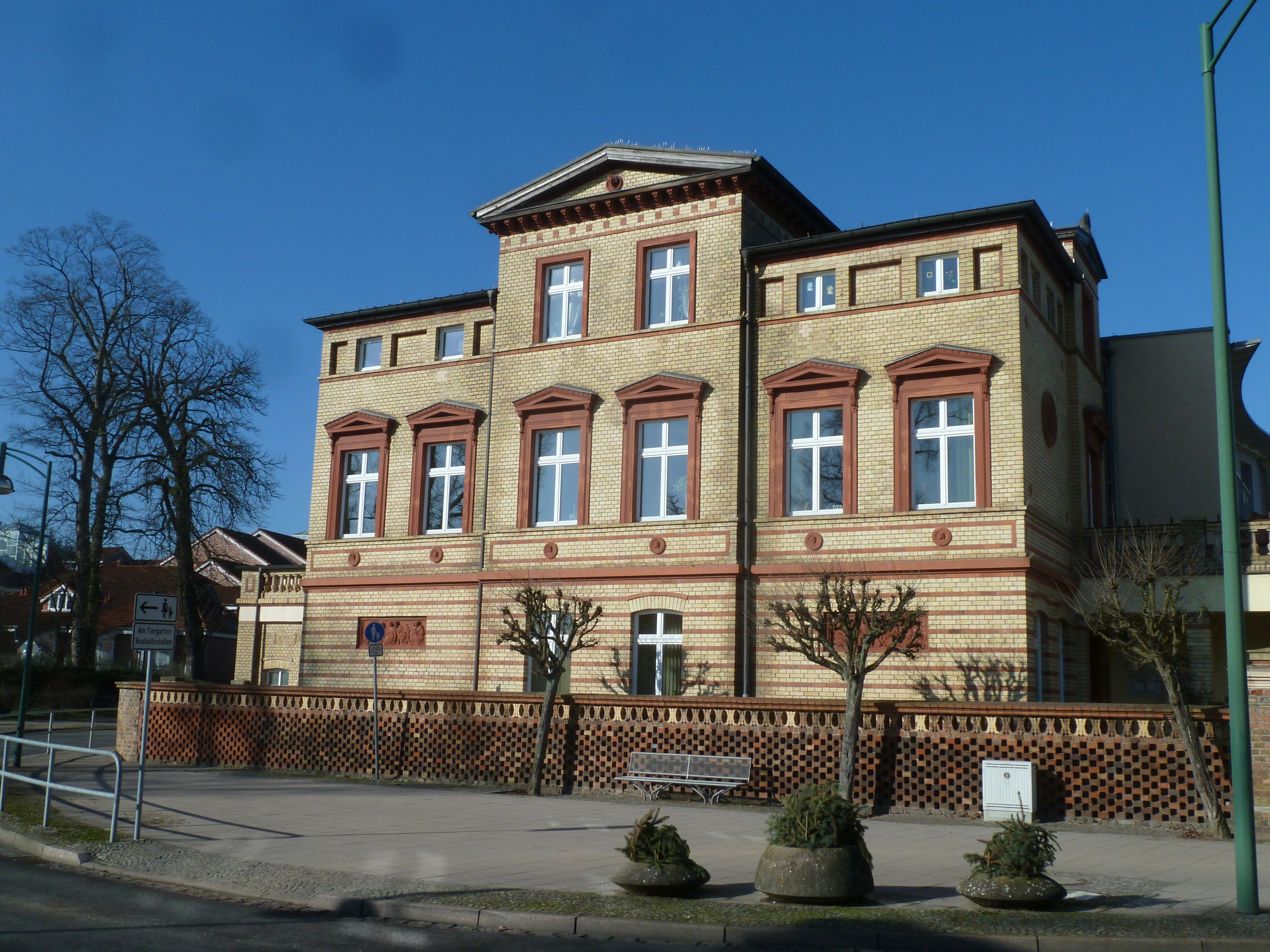

Das Wohn- und Geschäftshaus Strelitzer Straße 28a in Neustrelitz (Mecklenburg-Vorpommern) an der Ecke zur Tiergartenstraße wurde um 1900 gebaut.
Das Gebäude mit der Begrenzungsmauer steht unter Denkmalschutz.

## Geschichte
Die Residenzstadt Neustrelitz mit 20.151 Einwohnern (2020) wurde erstmals 1732 erwähnt.
Das dreigeschossige gelb verklinkerte Gebäude mit seinem dominanten mittleren Giebelrisalit zur Tiergartenstraße stammt aus der Jahrhundertwende um 1900.
Haus und Mauer wurden im Rahmen der Städtebauförderung saniert. Der Caritasverband für das Erzbistum Hamburg unterhält hier seine Allgemeine Soziale Beratung mit u. a. Sozialstation, Beratungsstelle für Frauen, Familien und Schwangere, Erziehungsberatung und Sozialberatung für Schuldner.